# Geographische Gesellschaft zu Hannover
Die Geographische Gesellschaft zu Hannover e. V. ist eine der ältesten und größten Geographischen Gesellschaften in Deutschland.
Zweck der Gesellschaft ist die Pflege der Geographie und verwandter Wissenschaften. Hierfür werden vor allem Vorträge, Exkursionen und Publikationen sowie eine eigene Bibliothek angeboten. Zu den besonderen Zielgruppen zählen Lehrer und Referendare sowie Schüler und Studierende.
Sitz der Gesellschaft ist am Schneiderberg 50 in Hannover-Nordstadt.

## Angebote
Die Geographische Gesellschaft zu Hannover arbeitet eng mit den Geographischen Instituten der Leibniz Universität Hannover zusammen. Etwa einmal monatlich werden in der Leibniz Universität Hannover im Welfengarten in ihrem jeweiligen Fachgebiet erfahrene Wissenschaftler für Vorträge verpflichtet.
Unter wissenschaftlicher Leitung geführte Exkursionen mit einer Dauer von einem Tag bis zu mehreren Wochen zählen zum Angebot des Vereins.
Zur Pflege der in den Geographischen Instituten der Leibniz Universität Hannover untergebrachten Bibliothek unterhält die Gesellschaft mit 250 Partnern in aller Welt einen Schriften-Austausch.

## Geschichte
Die Geographische Gesellschaft zu Hannover wurde am 21. Oktober 1878 gegründet im Kontext des damals rasch anwachsenden Interesses an Kolonial- und Emigrationsfragen. Gemeinsam mit dem Kartografen Julius Iwan Kettler sowie dem tropenerfahrenen Konsul G. A. Wilhelmy, dem Oberlehrer Dr. L. Mejer und dem Physikprofessor Gustav von Quintus-Icilius gehörte der spätere Gouverneur der Kolonie Deutsch-Ostafrika, Eduard Liebert zu den insgesamt zwölf Bürgern, die am 27. September 1878 zunächst ein „Provisorisches Komitee für die Stiftung einer Geographischen Gesellschaft zu Hannover“ bildeten. Am 21. Oktober 1878 fand die Gründungsversammlung statt.
1879 wurde erstmals der dann in loser Folge erscheinende Jahresbericht herausgegeben, gefolgt vom Jahrbuch, später unter dem Titel Hannoversche Geographische Arbeiten.
Unter den Publikationen der Gesellschaft finden sich die beiden 1942 erschienenen Bände des Jahrbuchs 40/41 unter dem Titel Hannover. Bild, Entwicklungsgang und Bedeutung der niedersächsischen Landeshauptstadt, die von besonderer Bedeutung für die Geschichtsschreibung der Stadt Hannover sind.
1921 brachte der eingerichtete Geographische Lehrstuhl der damaligen Technischen Hochschule Hannovers starke Entwicklungsimpulse für die Gesellschaft: Bis 1931 wuchs sie mit 1140 Mitgliedern zur größten wissenschaftlichen Gesellschaft in Norddeutschland an.

## Hermann-Guthe-Medaille
Seit 1928 vergibt die Geographische Gesellschaft zu Hannover die nach dem Geographen Hermann Guthe benannte Hermann-Guthe-Medaille für Verdienste um das Land Niedersachsen. Inhaber der Auszeichnung wurden seitdem unter anderem
| - Richard Platz, Generaldirektor - Hermann Wagner - Karl Brandi - Arthur Menge - Adolf Rohrmann - Wilhelm Meinardus | - Heinz Appel - Woldemar Liebernickel - Erich Obst - Emil Conrad - Albert Schwake - Karl Hermann Jacob-Friesen | - Kurt Pfaffenberg - Alfred Bentz - Kurt Brüning - Kurt Kayser - Theodor Müller - Reinhold Tüxen |